# Anal House
Anal House è il settimo album in studio del gruppo musicale italiano di musica elettronica Pop X, pubblicato il 5 maggio 2023 da Bomba Dischi.

## Tracce
1. Fast Sex – 2:36
2. Analasteroids – 3:48
3. Pleasegod – 6:11
4. Feckmen – 2:36
5. Checkyourdick – 6:42
6. Assrimmed – 3:57
7. Destroyas – 3:05
8. Analresource – 5:05
9. Godpig – 5:50
10. Analchy – 6:00
11. Braindick – 3:05

## Formazione
Musicisti
- Davide Panizza – voce, sintetizzatore

Produzione
- Davide Panizza – programmazione, arrangiamento